# Laguna de la Serpe
La laguna de A Serpe es un humedal de origen glaciar, dentro del término municipal de La Vega en la provincia de Orense. Está situado en la Sierra de Peña Trevinca, a 1.697 metros de altitud cerca del pueblo de El Puente.

## La leyenda
Cuenta la tradición oral popular que en la noche de San Juan una muchacha de larga melena negra aparece sentada en las rocas a la orilla del estanque, triste y pensativa esperando a que algún joven se atreva a romper el maleficio y deshacer el encanto que la obliga a permanecer en forma de serpiente por el resto del año.
- Datos: Q12391487